# سیارک ۲۵۹۸۶
سیارک ۲۵۹۸۶ (به انگلیسی: 25986 Sunanda، نامگذاری:2001FW65)۲۵۹۸۶مین سیارک کشف شده‌است که در ۱۹ مارس ۲۰۰۱ کشف شد.